# Hans-Jürgen Stumpff
Hans-Jürgen Stumpff (Colberg, 15 juni 1889 - Frankfurt am Main, 9 maart 1968) was een Duits Generaloberst van de Luftwaffe tijdens de Tweede Wereldoorlog en medeondertekenaar van de Duitse capitulatie op 8 mei 1945 in Berlin-Karlshorst.
Tijdens de Tweede Wereldoorlog voerde Hans-Jürgen Stumpff verschillende luchtvloten aan en werd op 19 juli 1940 tot Generaloberst bevorderd. Zo voerde hij van juni 1940 tot november 1943 het commando van Luftflotte 5 die vanaf Noorwegen onder andere bombardementen uitvoerde op Engeland. Op 18 september 1941 ontving hij de Ritterkreuz des Eisernen Kreuzes (Ridderkruis van het IJzeren Kruis). Hij werd vanaf januari 1944 verantwoordelijk voor de luchtverdediging tegen de geallieerde bommenwerpers.
Hans-Jürgen Stumpff was een van de personen die op 8 mei 1945 de onvoorwaardelijke Duitse capitulatie van het Duitse Wehrmacht ondertekende. Hij was de plaatsvervanger van de gewonde bevelhebber van de Luftwaffe, Robert von Greim. In oktober 1947 werd Hans-Jürgen Stumpff uit Britse krijgsgevangenschap ontslagen, nadat hij vrijgesproken werd van oorlogsmisdaden. Hij zette zich daarna in voor eerherstel van de Wehrmacht.
Hans-Jürgen Stumpff was twee keer getrouwd. Uit zijn eerste huwelijk had hij drie kinderen, van wie de enige zoon op 11 juli 1941 in het Oosten sneuvelde. Dit trok Hans-Jürgen Stumpff zich zwaar aan. Op 9 maart 1968 overleed Hans-Jürgen Stumpff op 78-jarige leeftijd.

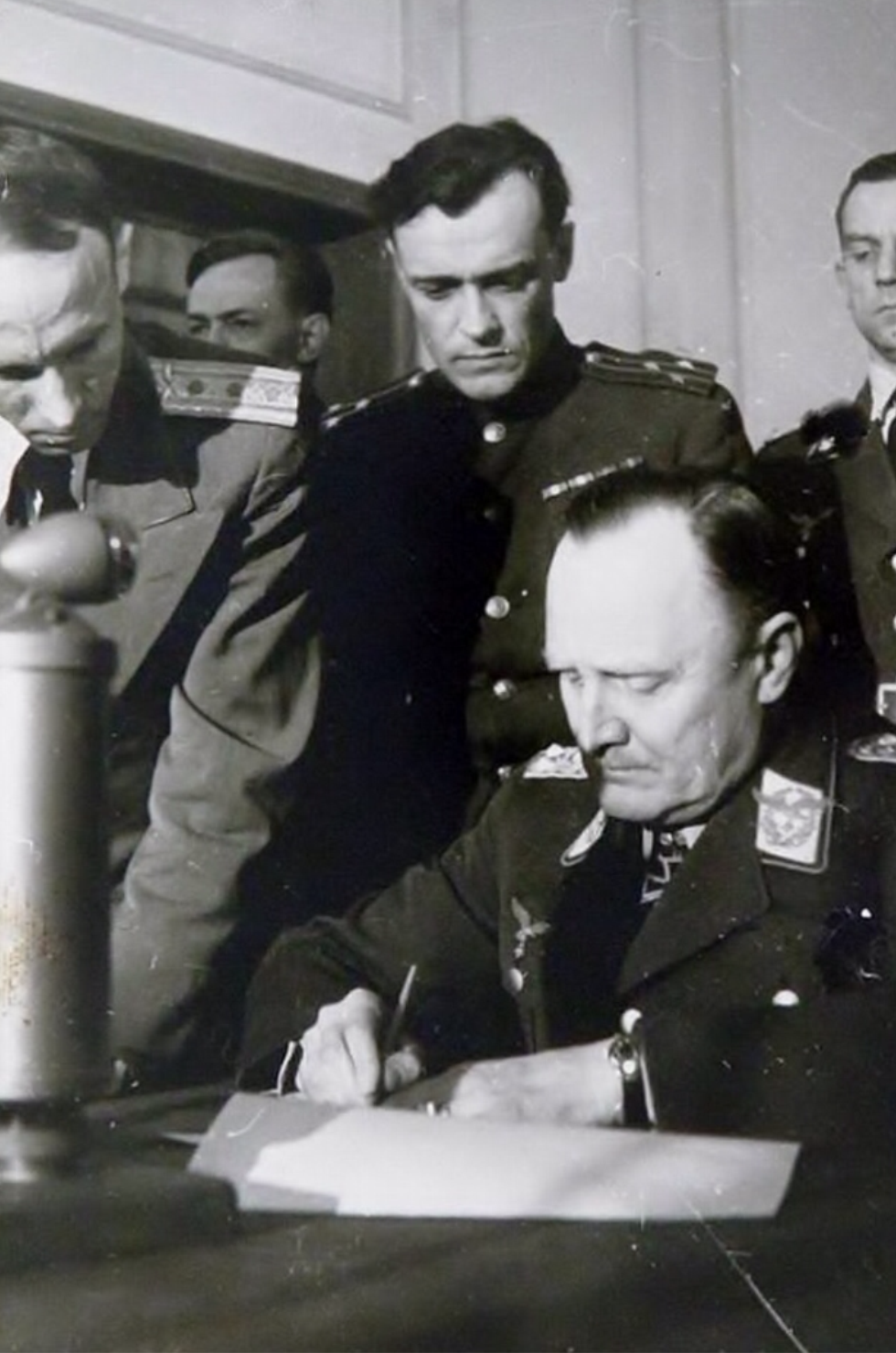
Stumpff tekent de onvoorwaardelijke overgave.

## Militaire loopbaan
- Fahnenjunker-Gefreiter: 2 september 1907[3]
- Fahnenjunker-Unteroffizier: 21 november 1907[3]
- Fähnrich: 27 januari 1908[3]
- Leutnant: 19 november 1908[3]
- Oberleutnant: 24 december 1914[3]
- Hauptmann: 18 augustus 1916[3]
- Major: 1 juli 1927[3]
- Oberstleutnant: 1 oktober 1931[3]
- Oberst: 1 april 1934[3]
- Generalmajor: 1 april 1936[3]
- Generalleutnant: 1 augustus 1937[3]
- General der Flieger: 1 november 1938[3]
- Generaloberst: 19 juli 1940[3]

## Decoraties
- Ridderkruis van het IJzeren Kruis op 18 september 1941 als Generaloberst en Commandant van de Luftflotte 5 en Bevelhebber-Noord[3][5][6]
- IJzeren Kruis 1914, 1e Klasse en 2e Klasse[3][6][7]
- Herhalingsgesp bij IJzeren Kruis 1939, 1e Klasse en 2e Klasse[6]
- Gewondeninsigne in zwart[3][7]
- Orde van Militaire Verdienste (Beieren), 4e Klasse met Zwaarden[3][7]
- Hanseatenkruis van Hamburg[3][7]
- Hanseatenkruis van Lübeck[3][7]
- Erekruis voor Frontstrijders in de Wereldoorlog[3]
- Dienstonderscheiding van Leger en Marine (Duitsland), (25  dienstjaren)[3][6]
- Gezamenlijke Piloot-Observatiebadge in Goud met Diamanten[3][6]
- Anschlussmedaille met gesp „Prager Burg“[3][6]
- Medaille ter Herinnering aan de 13e Maart 1938[3][6]
- Grootkruis in de Orde van de Witte Roos met Zwaarden en Borstster[3][6]
- Ridderkruis in de Militaire Orde van Verdienste[3][7]
- Frederikskruis[3][7]
- Kruis voor Militaire Verdienste (Oostenrijk-Hongarije), 3e Klasse met Oorlogsdecoratie[3][7]
- Hij werd tweemaal genoemd in het Wehrmachtsbericht. Dat gebeurde op:
- 10 april[8] 1941[3][6]
- 30 mei[9] 1942[3][6] (Sondermeldung)
- 24 augustus 1943[10]